# Gunnel Norell Söderblom
Gunnel Margareta Truedsdotter Norell Söderblom, född Norell, född 25 mars 1930 i Malmö Sankt Petri församling, död 15 april 2009 i Danderyds församling i Stockholms län, var en svensk jurist och justitieombudsman.

## Karriär
Gunnel Norell Söderblom tog juristexamen i Uppsala 1954 och tjänstgjorde sedan några år vid Länsstyrelsen. Åren 1958–1961 gjorde hon sin tingsnotarietjänstgöring. År 1962 började hon arbeta vid Svea hovrätt, först som fiskal, sedan (1967) som assessor och därefter (1978) som hovrättsråd. Hon var föredragande hos justitieombudsmannen 1970–1972, och föredragande i konstitutionsutskottet 1972–1987 samt ledamot i statens arkivstyrelse från 1983.
I april 1987 valdes Gunnel Norell Söderblom av riksdagen till justitieombudsman (JO), varpå hon efterträdde Tor Sverne. År 1991 omvaldes hon och kvarstod som justitieombudsman fram till sin pension 1995. Samma år valdes hon  till ställföreträdande justitieombudsman och tjänstgjorde i den funktionen till 2003.

## Privatliv
Gunnel Norell Söderblom var dotter till häradshövdingen Trued Norell och Saga Norell, född Roth. Hon gifte sig 1986 med juristen Robert Söderblom.